# Shigefumi Mori

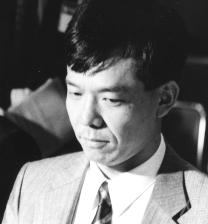
Shigefumi Mori

Shigefumi Mori (japanisch 森 重文, Mori Shigefumi; * 23. Februar 1951 in Nagoya, Japan) ist ein japanischer Mathematiker, der für seine Arbeiten in algebraischer Geometrie 1990 die Fields-Medaille erhielt.

## Leben und Werk
Mori studierte an der Universität Kyōto, wo er 1975 seinen Master-Grad erhielt. 1978 wurde er unter Masayoshi Nagata mit seiner Dissertation über Endomorphismenringe spezieller abelscher Varietäten promoviert. 1980 wechselte er an die Universität seiner Heimatstadt Nagoya, wo er 1988 ordentlicher Professor wurde. 1990 ging er an die Universität von Kyōto zurück. Bis 2016 war er dort Professor am Research Institute for Mathematical Sciences (RIMS), dessen Direktor er 2011 bis 2014 war. Danach war er Director-General und Distinguished Professor am Institute for Advanced Study der Universität Kyoto (KUIAS). Daneben hatte er verschiedene Gastprofessuren in den USA, unter anderem 1980 bis 1981 am Institute for Advanced Study in Princeton.
Shigefumi Mori war Präsident der Internationalen Mathematischen Union (IMU) für die Periode 2015–2018.
Er bewies 1978 die Hartshorne-Vermutung über algebraische Varietäten mit „ample bundle“, nämlich, dass projektive Varietäten die einzigen vollständigen algebraischen Varietäten mit „ample“ Tangentenvektorräumen (bundles) sind.
Danach widmete er sich der Klassifikation dreidimensionaler algebraischer Varietäten, nachdem die Klassifikation zweidimensionaler algebraischer Varietäten insbesondere durch die italienische (Guido Castelnuovo, Federigo Enriques, Francesco Severi) und russische Schule schon zu einer gewissen Vollendung gelangt war. 1981 machte er den Anfang bei der Klassifikation der 3-dimensionalen Varietäten vom Fano-Typ. Die Arbeit an der Klassifikation im allgemeinen dreidimensionalen Fall vollbrachten er und einige Mitarbeiter in den 1980er Jahren, unter anderem mit Einführung neuer Techniken (flips, flops). 1990 erhielt er dafür die Fields-Medaille auf dem ICM in Kyōto (Plenarvortrag: Birational classification of algebraic 3-folds).

## Ehrungen und Mitgliedschaften
Neben der Fields Medaille erhielt er 1983 den Iyanaga-Preis der Mathematical Society of Japan, 1988 deren Herbstpreis, 1989 den Inoue Preis, 1990 den Colepreis in Algebra und 1990 den Preis der Japan Academy, deren Mitglied er 1998 wurde. 2002 wurde er Ehrendoktor der Universität Turin und 2017 der University of Warwick. 2004 erhielt er den Fujihara Preis und 2019 den Kodaira Kunihiko Preis.
1990 wurde er in Japan als Person mit besonderen kulturellen Verdiensten geehrt. 1992 wurde er in die American Academy of Arts and Sciences gewählt, 2016 in die Russische Akademie der Wissenschaften und 2017 in die National Academy of Sciences. 2015 bis 2018 war er Präsident der International Mathematical Union. 2018 war er Vorsitzender des Komitees für die Fields-Medaille. 2020 erhielt er den Kulturpreis der Präfektur Kyoto für herausragende Leistungen. 2021 wurde er mit dem japanischen Kulturorden ausgezeichnet.
Im Jahr 1998 wurde der Asteroid (6979) Shigefumi nach ihm benannt.

## Schriften
- Projective manifolds with ample tangent bundle, Annals of Mathematics, Band 110, 1979, S. 593–606
- Threefolds whose canonical bundles are not numerically effective, Annals of Mathematics, Band 116, 1982, S. 133–176
- Flip theorem and the existence of minimal models for 3-folds. In: Journal of the AMS, 1, 1988, S. 117–253
- mit J. Kollar: Classification of three dimensional flips, J. Amer. Math. Soc., Band 5, 1992, S. 533–703; Erratum, Band 20, 2007, S. 269–271
- mit Y. Prokhorov: On Q-conic bundles, Publ. Res. Inst. Math. Sci., Band 44, 2008, S. 315–369